# Lübeck-Büchener Eisenbahn

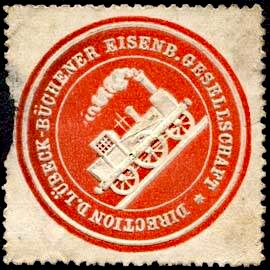
Siegelmarke der Lübeck-Büchener Eisenbahn-Gesellschaft

Die Lübeck-Büchener Eisenbahn (LBE) war ein Unternehmen, das den Eisenbahnverkehr zwischen den Orten Lübeck und Büchen sowie Hamburg betrieb.

## Geschichte

### Vorgeschichte
Die ersten Pläne zum Bau einer direkten Eisenbahnverbindung zwischen Hamburg und Lübeck entstanden 1831. Die Initiative hierzu ging von dem Lübecker Kaufmann Emil Müller und dessen Vater Nikolaus Hermann Müller aus. Nikolaus Hermann Müller hatte sich nach dem Ende der Franzosenzeit für bessere Verkehrsverbindungen Lübecks engagiert. So war er an der ersten Lübecker Dampfschiffgesellschaft des Kapitäns Matthias Bürring Lov beteiligt, die seit 1824 regelmäßig von Lübeck nach Kopenhagen verkehrte.
Als Emil Müller 1831 den Bau einer die Nord- und Ostsee verbindenden Eisenbahnstrecke Hamburg–Lübeck vorschlug, blieb seine Suche nach Mitstreitern in Lübeck vergeblich, weswegen er 1833 nach London reiste, wo er schließlich Investoren fand. Als leitenden Ingenieur konnte Müller Francis Giles gewinnen, der als Chefingenieur der Newcastle and Carlisle Railway (1829–1836) bereits Erfahrungen im Eisenbahnbau vorzuweisen hatte. Auch Marc Isambard Brunel und sein Sohn Isambard Kingdom Brunel, die Erbauer des Londoner Themse-Tunnels (1825–1843), boten Müller ihre Dienste an. Im September 1833 reiste Giles’ Assistent William Lindley nach Hamburg, der später federführend die Berlin-Hamburger Eisenbahn und die Hamburger Stadtentwässerung erbauen sollte, und begann mit Vermessungsarbeiten, die bis zum 6. November desselben Jahres dauerten. Aus Zeitgründen verzichtete Lindley darauf, bei den dänischen Behörden vorher einen Antrag auf Genehmigung dieser Vermessungsarbeiten zu stellen.
1834 fuhr Giles selbst nach Kopenhagen, wo er am 10. August eine Eingabe um Genehmigung der projektierten Eisenbahn einreichte. Erst bei dieser Gelegenheit informierte er den dänischen König offiziell über die stattgefundenen Vermessungsarbeiten, was am Hof für Verstimmung sorgte und auch die zeitgleich stattfindenden Verhandlungen über den Bau der Hamburg-Lübecker Chaussee belastete. Damit aber war auch die mögliche Unterstützung der Hansestädte Lübeck und Hamburg für das Projekt fraglich geworden, da diesen in erster Linie am Bau der Chaussee gelegen war. Daher verlief die folgende Aktienzeichnung der zu gründenden Bahngesellschaft (geplant war die Emission von 15.000 Aktien zu je 20 Britischen Pfund) nur noch schleppend und mündete schließlich 1839 nach dem Ausstieg Müllers in der Auflösung dieser ersten Lübecker Bahngesellschaft.
Zu einem neuen Anlauf kam es 1843, als der Lübecker Rat selbst den Bau einer Eisenbahnstrecke nach Hamburg in Angriff nahm und diesbezüglich mehrere Anfragen an die dänische Regierung richtete. Das zwischen Hamburg und Lübeck liegende holsteinische Gebiet befand sich nämlich unter dänischer Herrschaft, und die dänische Regierung verwehrte den Bau einer direkten Verbindung beider Städte. Dies geschah vermutlich auf Drängen holsteinischer und speziell Kieler Kreise, die sich ihrerseits in ihren Handelsbestrebungen durch Hamburger und Lübecker Steuer- und Zollgesetze benachteiligt sahen.
Erst auf Druck anderer Staaten des Deutschen Bundes sowie Russlands und Frankreichs verpflichtete sich die dänische Regierung am 23. Juni 1847, den Bau einer Eisenbahn in das lauenburgische Büchen an der Berlin-Hamburger Bahn zu genehmigen. Zu den Unterstützern der Hansestadt gehörten so namhafte Persönlichkeiten wie Alexander von Humboldt, Metternich und Preußens König Friedrich Wilhelm IV.
Die Zustimmung erfolgte drei Tage vor Beginn des Allgemeinen Deutschen Sängerfestes in Lübeck und drei Monate vor dem Beginn der Germanisten-Tage unter Vorsitz von Jacob Grimm, die auf der Sitzung des Vorjahres in Frankfurt am Main Lübeck unter anderem deshalb als Tagungsort ausgewählt hatten, um die von Dänemark blockierte Eisenbahnanbindung Lübecks als „nationale Frage“ zu unterstützen; dies trotz der abgelegenen Lage Lübecks in Deutschland und angesichts der schlechten Erreichbarkeit durch die fehlende Bahnverbindung.
Damit wurde eine indirekte, um 35 Kilometer längere Verbindung von Lübeck nach Hamburg möglich. Dieser Kompromiss besaß aus Sicht der konkurrierenden Altona-Kieler Eisenbahn den Vorteil, dass die Verbindung von Lübeck über Büchen nach Hamburg nun etwa die gleiche Streckenlänge hatte wie die Eisenbahnverbindung zwischen dem damals noch holsteinischen Altona und dem ebenfalls holsteinischen Kiel.

### Aufbau des Streckennetzes
Nach Gründung der Lübeck-Büchener Eisenbahn-Gesellschaft am 27. Februar 1850 begann diese mit dem Bau der Strecke von Lübeck über Ratzeburg und Mölln nach Büchen. 2500 zumeist ungelernte Arbeitskräfte waren bis zum April 1851 insgesamt 400.000 Arbeitstage mit den Erdarbeiten auf der Lübeck-Büchener Strecke beschäftigt.

Der 1906 geschlossene Lübecker Bahnhof zu Hamburg

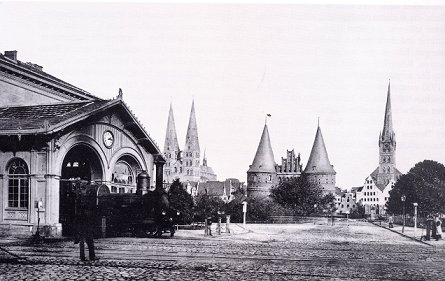
Der erste Bahnhof in Lübeck, etwa 1865

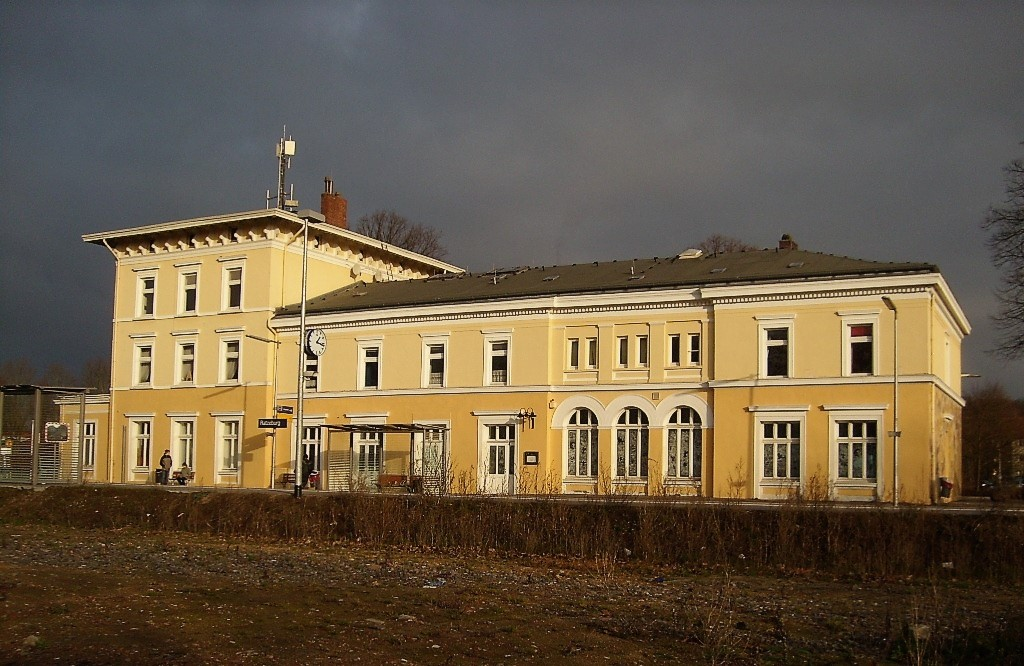
Bahnhof Ratzeburg

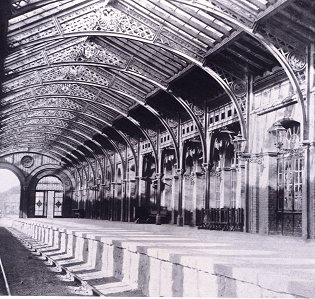
Das Innere des Bahnhofs, es gab nur einen Bahnsteig und ein Gleis

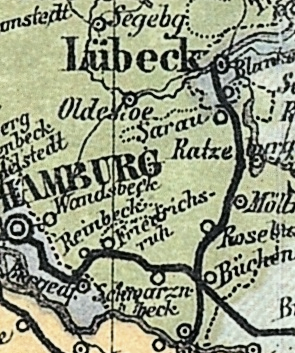
Streckennetz der LBE 1861

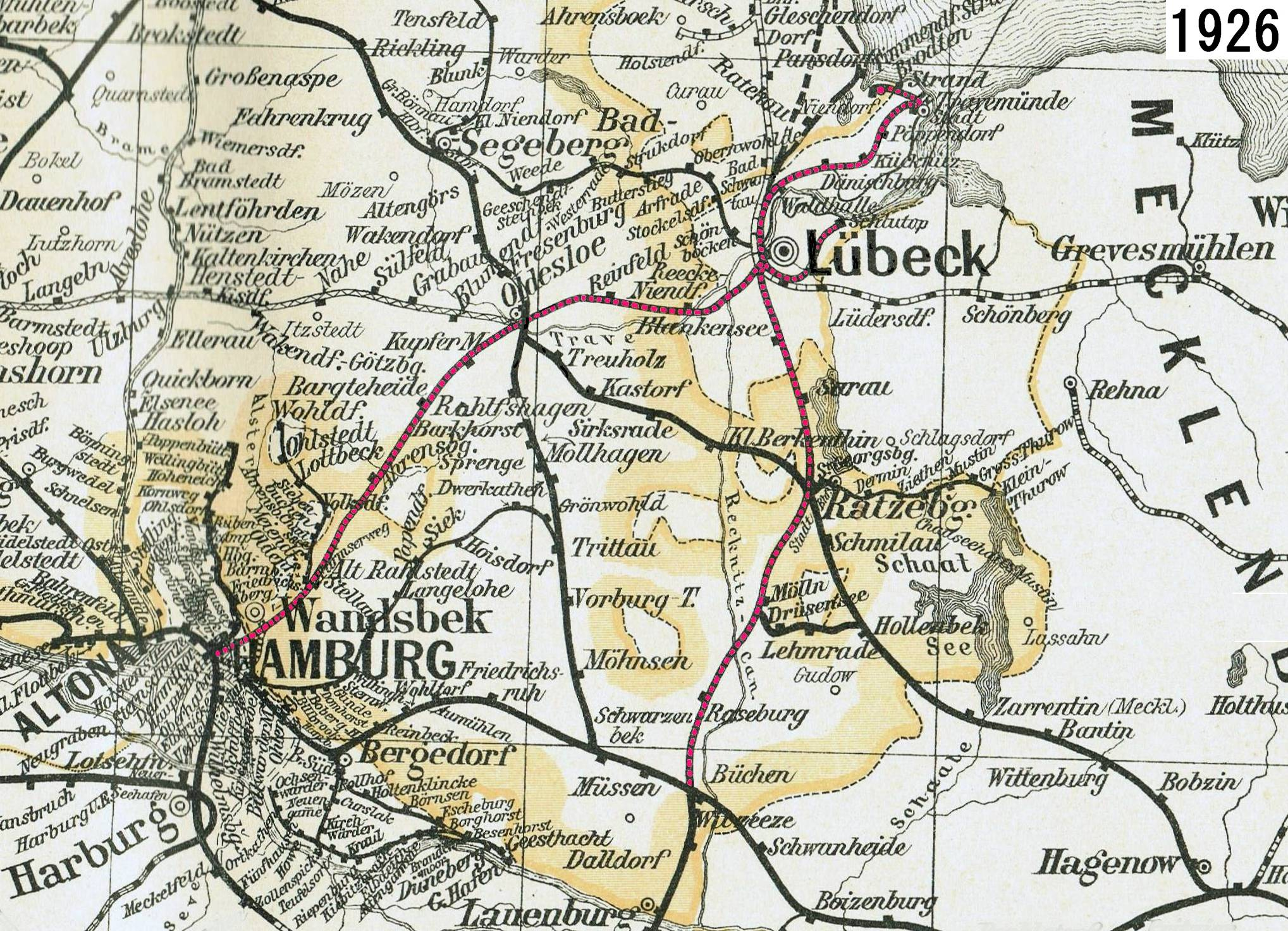
Streckennetz der LBE 1926

Am 15. Oktober 1851 nahm sie den Betrieb auf, obwohl die dänische Konzession wegen der Aufstände von 1848 erst 1857 nachträglich erteilt wurde. Die erste Lokomotive erhielt den Namen „GAZELLE“. Der Bahnhof der LBE in Lübeck lag in unmittelbarer Nähe des Holstentores. Die Gleistrasse führte durch die Wallanlagen der Lübecker Stadtbefestigung. Die Abholzung zahlreicher Alleebäume und die ursprünglich geplante Abtragung der Bastionen Rehbock und Scheune stießen dabei auf Widerstand in der Lübecker Bevölkerung. Daher entschieden Rat und Bürgerschaft, die abgeholzten Bäume auf Rechnung des Staates zu verkaufen und den Potsdamer Landschaftsarchitekten Peter Joseph Lenné zu beauftragen, vom damit erlösten Geld die verbleibenden Wallanlagen künstlerisch zu gestalten. Großes Unbehagen hatte die Bevölkerung Ratzeburgs empfunden, dass der für die Stadt bestimmte Bahnhof etwa drei Kilometer vom Mittelpunkt der Stadt, das entsprach etwa einer halben Stunde, entfernt in der Feldmark lag. Die Hoffnungen der Ratzeburger, dass die LBE eine Zweigstrecke in die Stadt errichten würde, erwiesen sich als trügerisch. Erst über 50 Jahre später erbaute die Kleinbahn-Bau-Gesellschaft Lenz & Co. in Form der späteren Ratzeburger Kleinbahn die Verbindung in die Stadt. Auch die Teilung des Ziegelsees bei Mölln durch einen Bahndamm rief unter den Anwohnern wenig Begeisterung hervor.
Wirtschaftlich war der Betrieb der Bahn ein Erfolg, sodass die LBE von den eingefahrenen Gewinnen die Lübecker Hafenbahn und eine Kokerei zur Versorgung ihrer Lokomotiven mit Koks errichten konnte. 1852 betrug die Streckenlänge der LBE insgesamt 47,45 Kilometer.
Erst 1863 konnte die LBE endlich mit dem Bau einer direkten Strecke nach Hamburg beginnen und am 1. August 1865 den Betrieb aufnehmen. Die rund 63 Kilometer lange Strecke verlief von Lübeck über Reinfeld, Oldesloe, Ahrensburg, Rahlstedt und Wandsbek bis zum Lübecker Bahnhof in Hamburg. Daran schloss sich nach Süden abknickend eine Verbindung zum Lübecker Güterbahnhof zwischen der Sonninstraße und dem heute zugeschütteten Lübecker Kanal an, die unterhalb des Berliner Bahnhofs in die Berlin-Hamburger Bahn mündete. Die LBE besaß damit 1870 ein Streckennetz von 111,27 Kilometer Länge. Wegen des starken Verkehrs erhielt die Strecke nach Hamburg schon 1875/1876 ein zweites Gleis.
Unter Walther Brecht entwickelte sich die LBE gut. Während seiner 30 Jahre im Unternehmen brachte er dieses wirtschaftlich und finanziell zur vollsten Blüte. So erweiterte er die Betriebsanlagen, führte erhebliche Verkehrsverbesserungen durch und regte diverse Ausgestaltungen an.
Am 1. August 1882 eröffnete die LBE eine Strecke von Lübeck nach Travemünde, die am 1. Juli 1898 vom heutigen Bahnhof Lübeck-Travemünde Hafen nach Travemünde Strand verlängert wurde. 1902 schloss Hermann Textor den zum hamburgischen Lübecker Bahnhof der LBE gehörenden Lübecker Güterbahnhof und verband die Strecke mit dem Güterbahnhof des Hannoverschen Bahnhofs in Rothenburgsort. Diese Anbindung war historisch betrachtet das erste Teilstück der heutigen Hamburger Güterumgehungsbahn. Mit der Eröffnung der Zweigstrecke vom Travemünder Hafenbahnhof nach Niendorf (Ostsee) im Jahr 1913 erreichte das Streckennetz der LBE mit 160,87 Kilometer seine größte Ausdehnung.

### Entstehung der Knotenpunkte
Gleichzeitig mit der Büchener Strecke der LBE hatte die Berlin-Hamburger Eisenbahn-Aktiengesellschaft 1851 eine Zweigstrecke von Büchen zum südlich davon gelegenen Lauenburg eröffnet. Bereits im Gründungsjahr 1850 bewilligte der Ausschuss der LBE einen Betrag von 7000 Talern Preußisch Kurant für technische Prüfungen zum Bau einer Elbquerung bei Lauenburg. Nach langwierigen Verhandlungen zwischen den beteiligten Regierungen entschied man sich schließlich für den Bau eines Trajekts über die Elbe.
Am 15. April 1862 wurde eine Bekanntmachung bezüglich des Vertrags zwischen Schleswig-Holstein und Hannover im Gesetzblatt des Königreiches Hannover veröffentlicht, in der es hieß:
„Seine Majestät der König haben, unter Zustimmung der allgemeinen Ständeversammlung des Königreichs, Allerhöchst zu beschließen geruht, daß eine Eisenbahn von Lüneburg nach Hohnstorf auf Kosten des Landes erbaut und durch eine in Gemeinschaft mit den Verwaltungen der Berlin-Hamburger und der Lübeck-Büchener Eisenbahnen anzulegende Elb-Traject-Anstalt zwischen Hohnstorf und Lauenburg mit den rechtselbischen Eisenbahnen in Verbindung gesetzt werde. Der Plan für den Bau der Eisenbahn ist mit Allerhöchster Genehmigung wie folgt fertiggestellt: Die Bahnlinie zweigt unmittelbar nördlich vom Bahnhofe zu Lüneburg von der Lehrte-Harburger Eisenbahn in nordöstlicher Richtung ab, führt östlich an der Domaine Lüne und dem Dorfe Adendorf vorbei, wendet sich darauf in einer schwachen Curve östlich, läßt das Dorf Echem westlich und nimmt dicht vor der Elbe eine nördliche Richtung an, um zwischen den Dörfern Sassendorf und Hohnstorf – Lauenburg gegenüber – den Elbdeich zu erreichen, neben welchem der Endbahnhof angelegt werden wird.“
Das für den Betrieb benötigte Dampfschiff wurde bei der Maschinenbauanstalt der Hamburg-Magdeburger Dampfschiffahrts-Gesellschaft in Auftrag gegeben und 1864 in Dienst gestellt. Im Februar 1869 wurde wegen des sich insgesamt positiv entwickelnden Verkehrs ein zweites Trajektschiff in Dienst gestellt. Zahlreiche Betriebsstörungen durch Vereisung im Winter und durch mehrere Unfälle zeigten jedoch deutlich, dass der Trajektverkehr keine dauerhafte Lösung des Querungsproblems darstellte. Mit der Annexion des Königreichs Hannover durch Preußen waren zudem militärische Gründe fortgefallen, die vorher gegen eine solche feste Elbquerung gesprochen hatten. So wurde schließlich der Bau einer Drehbrücke über die Elbe beschlossen, die ab 1878 nach zweijähriger Bauzeit den durchgehenden Zugverkehr von Lübeck nach Lüneburg ermöglichte.
Am Bahnhof der LBE in Lübeck endete seit 1870 auch die Großherzoglich Mecklenburgische Friedrich-Franz-Eisenbahn nach Kleinen, über die 1871 erstmals durchgehende Schnellzüge zwischen Hamburg und Stettin verkehrten. Über die Strecke der Eutin-Lübecker Eisenbahn besteht seit 1873 eine Verbindung von Lübeck nach Kiel. Die 1916 eröffnete Lübeck-Segeberger Eisenbahn nach Bad Segeberg wurde von Beginn an von der LBE betrieben, erst nach dem Zweiten Weltkrieg verfügte sie über eigene Fahrzeuge.
Ein wichtiger Eisenbahnknotenpunkt wurde auch Bad Oldesloe. Hier zweigt seit 1875 die von der Altona-Kieler Eisenbahn-Gesellschaft errichtete Strecke nach Neumünster ab, die 1884 von der Eisenbahndirektion Altona der preußischen Staatseisenbahn übernommen wurde. Diese eröffnete 1884 mit den Strecken nach Schwarzenbek und 1897 über Ratzeburg nach Hagenow (Kaiserbahn) zwei weitere Verbindungen zur Berliner Bahn. Ab 1907 endete auch die Elmshorn-Barmstedt-Oldesloer Eisenbahn in Oldesloe.
1899 erhielt Mölln über eine Querverbindung der Staatsbahn nach Hollenbek Anschluss an deren Strecke Ratzeburg–Hagenow. Ab 1903 bestand in Ratzeburg von der Ratzeburger Kleinbahn und ab 1904 in Rahlstedt von der Elektrischen Kleinbahn Alt-Rahlstedt–Volksdorf–Wohldorf Übergang zum Netz der LBE. Dieses wurde durch zahlreiche Industrieanschlüsse insbesondere im Stadtgebiet von Lübeck, Wandsbek und Hamburg ergänzt.
Eine Verbindung ihres Ahrensburger Bahnhofs mit der Hamburger Walddörferbahn verweigerte die LBE in den 1910er Jahren mit dem Ergebnis, dass diese Strecke, die heute Teil der Linie U 1 der Hamburger U-Bahn ist, südlich der Stadt die Hamburger Eisenbahnstrecke ohne Umsteigemöglichkeit unterquert.

### Neues Verwaltungsgebäude
Vor dem Empfangsgebäude des Lübecker Hauptbahnhofs wurde ein großer, von drei Seiten zugänglicher Platz zur Bewältigung des Wagen- und Straßenbahnverkehrs geschaffen. Umsäumt wurde dieser von dreigeschossigen Häusern, Hotels, Restaurants und dem Verwaltungsgebäude der Lübeck-Büchener Eisenbahngesellschaft in geschlossener Bauweise. Zur Bauzeit wurde vielfach kritisiert, dieser Platz sei viel zu groß, wenn er nicht gerade zum Aufmarsch einiger Ehrenkompanien diente wie beim Besuch von Kaiser Wilhelm II. im Jahr 1913. Auch nach dem Kriege wie 1927 zum Stahlhelm- und Treubundtag wurde er zu diesen Zwecken instrumentalisiert. Man war der Ansicht, dass der Verkehr niemals eine entsprechende Größe erreichen würde und dass die städtebauliche Wirkung des Platzes schlecht sei, da er keinen Charakter hätte. Nach Süden war er ohne jeglichen Abschluss. Nach damaliger Wahrnehmung bestand ein eigenartiges Missverhältnis zwischen dem „Herrn“, dem Empfangsgebäude, und den im Abhängigkeit zu diesem stehenden „Reihenhausbauten“. Die erdrückende Wirkung des repräsentativen Empfangsgebäudes war kaum zu leugnen. Erst in den 1920er Jahren schloss der Handelshof die Lücke im Süden.

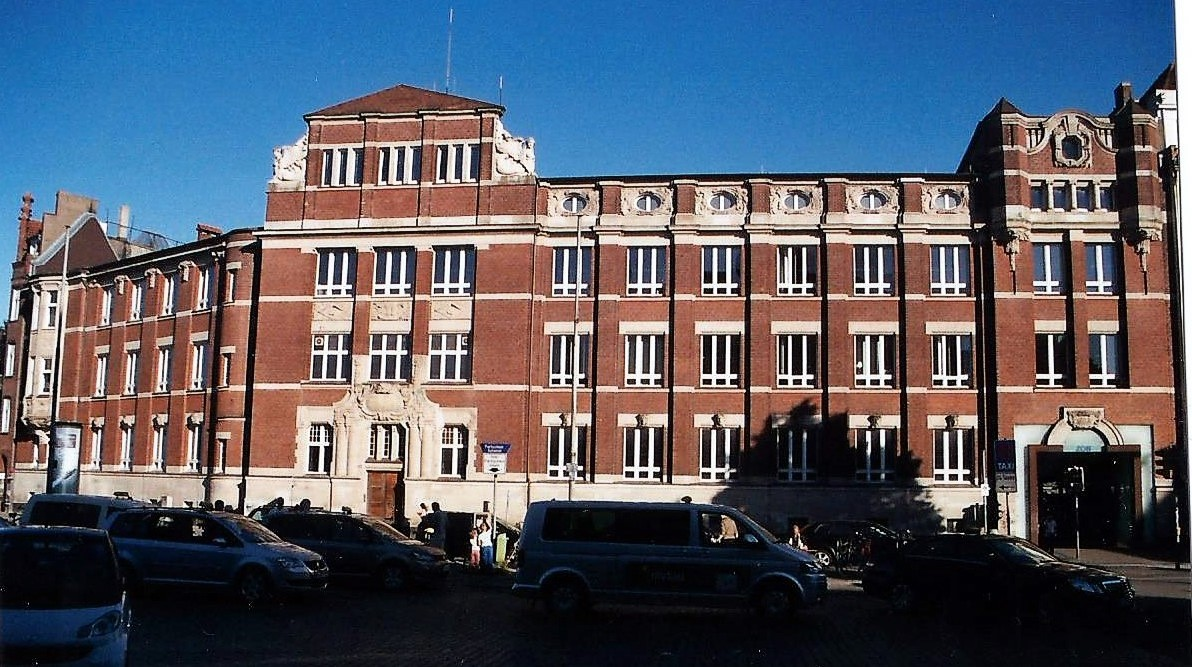
Ehemaliges Verwaltungsgebäude der LBE

Diese Kritik erwies sich zumindest teilweise als unbegründet. Ein Jahr nach der Bahnhofseröffnung verlegte die Lübecker Straßenbahn, die bis dahin den Bahnhof nur mit einer Linie über die Fackenburger Allee tangierte, ihren Schwerpunkt nördlich des Bahnhofs. Von dort lief der Verkehr über den Bahnhofsvorplatz und entwickelte sich so stark, dass heute der zentrale Umsteigeknoten des Busverkehrs ZOB aus Platzmangel nicht mehr vor dem Bahnhof, sondern auf dem Platz südlich des ehemaligen Verwaltungsgebäudes liegt. Hier verkehren die Linien des Lübecker Stadtverkehrs, der Autokraft und des Verkehrsunternehmens Dahmetal. Vom Bahnhof aus ist er am schnellsten durch den 2007 verbreiterten Gang durch das einstige Verwaltungsgebäude erreichbar.

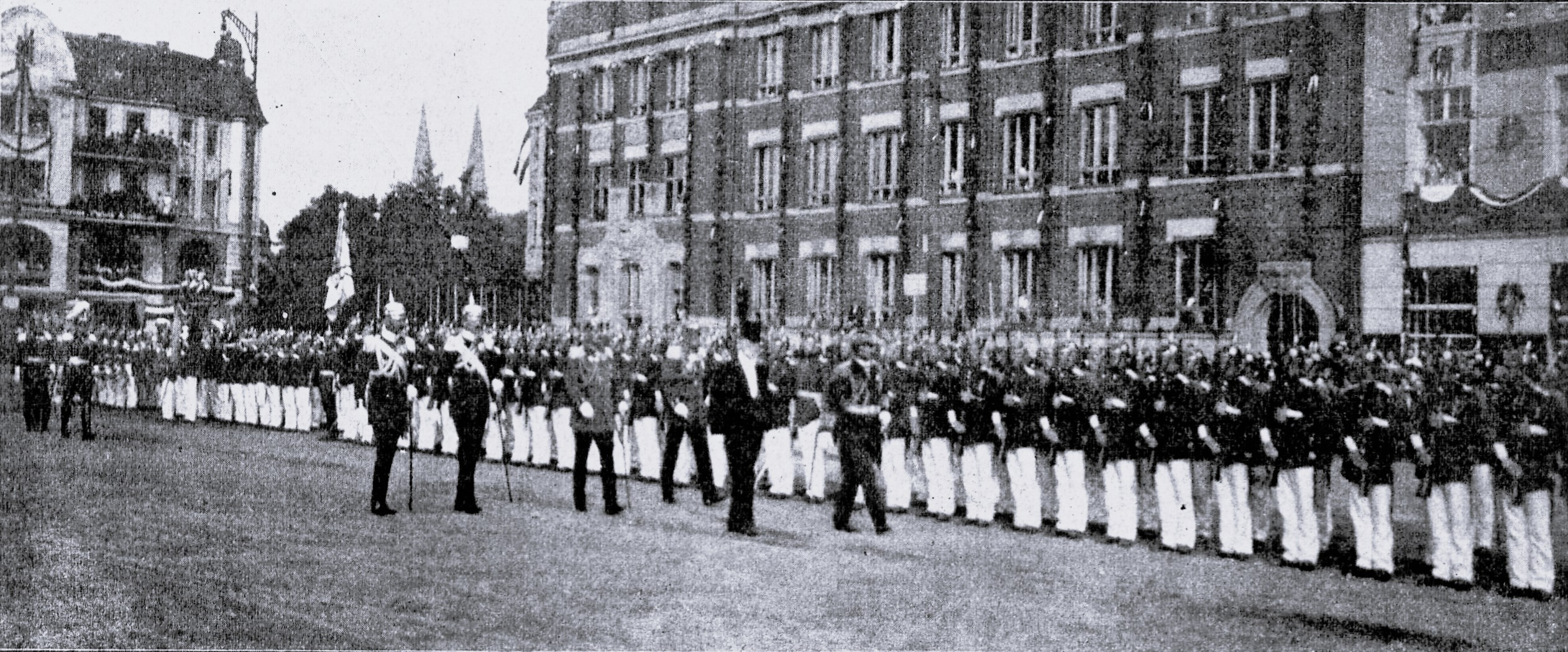
Kaiser Wilhelm II. schreitet am 9. August 1913 die Lübecker Ehrenkompanie ab.

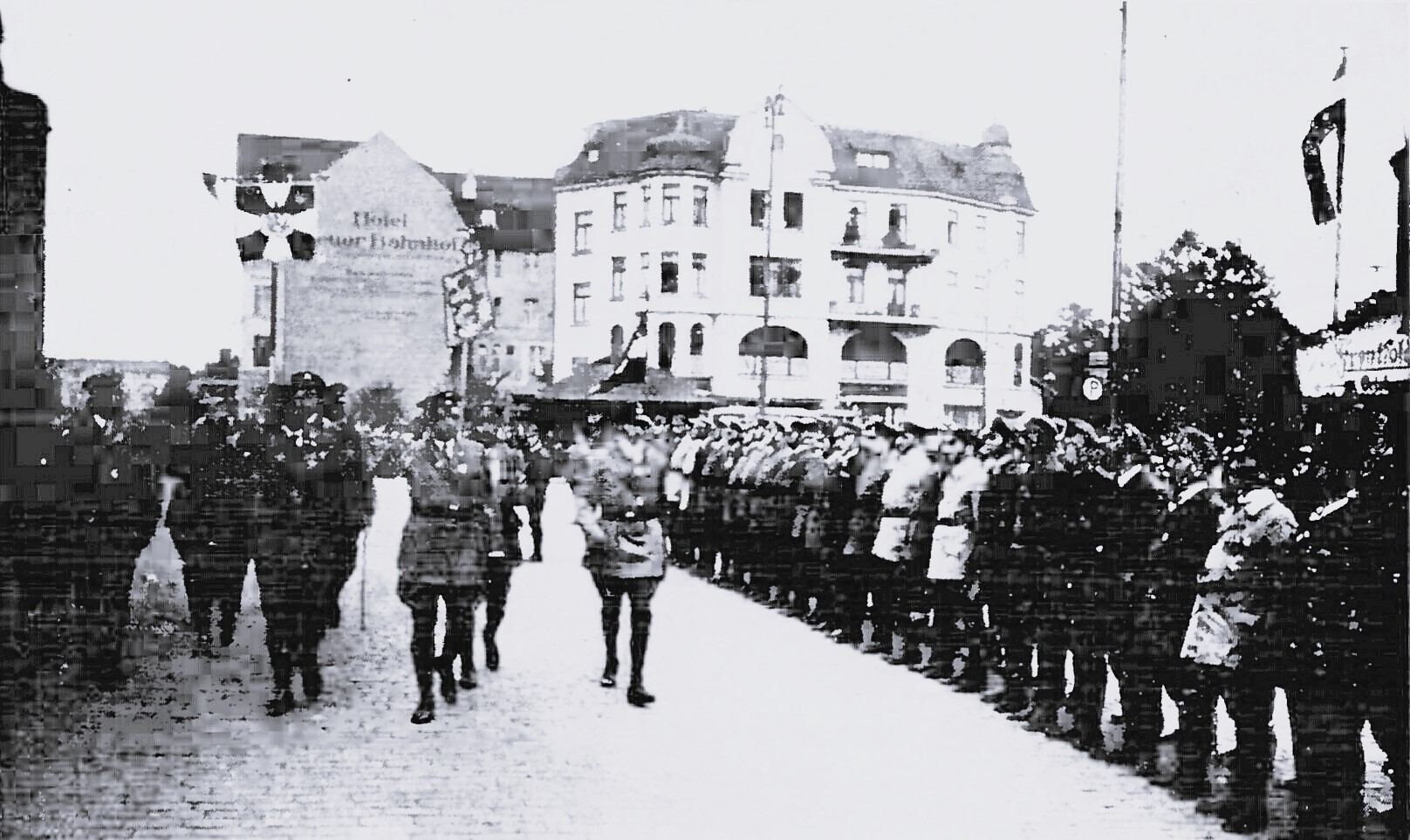
Franz Seldte nimmt am Stahlhelm- und Treubundtag 1927 die Front der Ehrenkompanie ab.

Unter ästhetischen Gesichtspunkten war die Höhe der den Platz umgebenden Gebäude, die aus wirtschaftlichen Gründen erforderlich war, im Sinne des Empfangsgebäudes zu bedauern. Der Versuch, diese Momente in Einklang zu bringen, sei beim Verwaltungsgebäude noch gelungen, beim Hotel Viktoria mit seinen missglückten Giebeln und dem Haus Automat (nach dem Krieg stand hier die Post und befinden sich heute die Lindenarcaden) jedoch eher missraten.
Bedingt durch die dem Bahnhofsgebäude verwandten Formen wirkt das Verwaltungsgebäudes edel und vornehm. Die im stumpfen Winkel gebrochene Front ist durch Pilaster in einfachster, jedoch straffer Weise rhythmisch gegliedert. Obwohl der Turm laut der zeitgenössischen Kritik zu entbehren gewesen wäre, sei es frei von Übertriebenheiten, materialgerecht und würdig. Die Dachlösung, die ähnlich dem Leibholz-Haus in der Innenstadt war, fand hier im Gegensatz zur Holstenstraße in der Komposition der Gebäude allgemeines Wohlgefallen. Das Verwaltungsgebäude der Lübeck-Büchener Eisenbahngesellschaft wurde 1997 unter Denkmalschutz gestellt. 2017 folgten die Gebäude der ehemaligen Marzipanmanufaktur und Konditorei Konrad-Adenauer-Straße 3 und die Gebäude des ehemaligen Viktoria-Hotels Am Bahnhof 17/19.
Die Zuwegung zum Bahnhof war von einem malerischen Reiz, der seinesgleichen suchte. Zwar beeindruckte das schwere, wuchtige Holstentor den Besucher am alten Bahnhof als ein Zeuge großer Vergangenheit (ähnlich wie der Kölner Dom am Kölner Hauptbahnhof), jedoch wirkten der Eingang in die Holstenstraße mit dem abfällig als Warenhauswand bezeichneten Leibholz-Haus und die Geschäftshäuser an der Untertrave eher beschämend als repräsentativ. Über dem Grün des Lindenplatzes ragt schlank der Petrikirchturm empor. Geht man auf ihn zu, baut sich ein Teil der Altstadt auf. Nach dem Durchschreiten der alten Linden geht es über die neue Puppenbrücke, von deren Scheitel man auch das Holstentor und die Marienkirche erblickt. Die Steigerung der Bildschönheiten ist das Charakteristische des Weges.

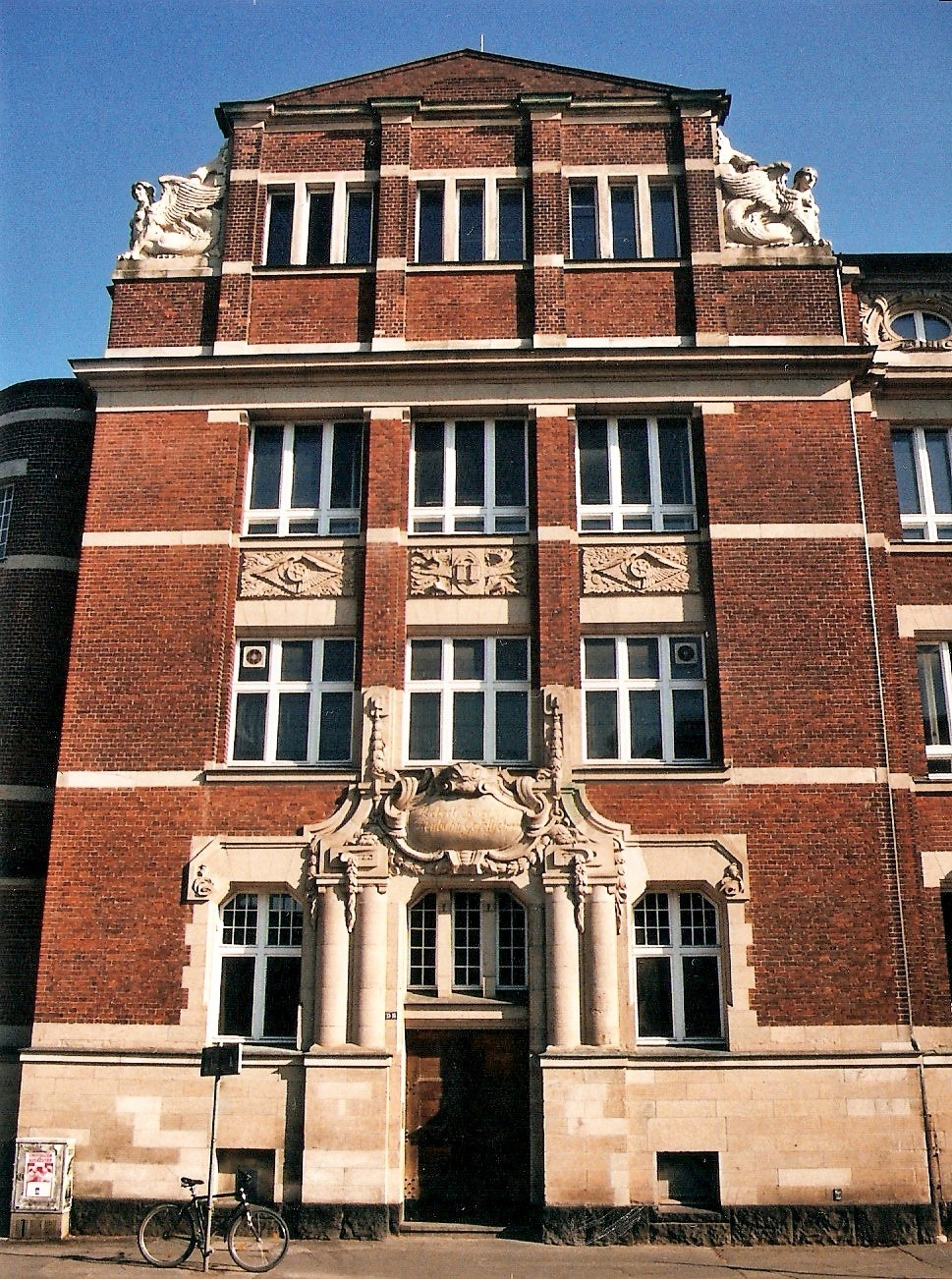
Verwaltungsgebäude
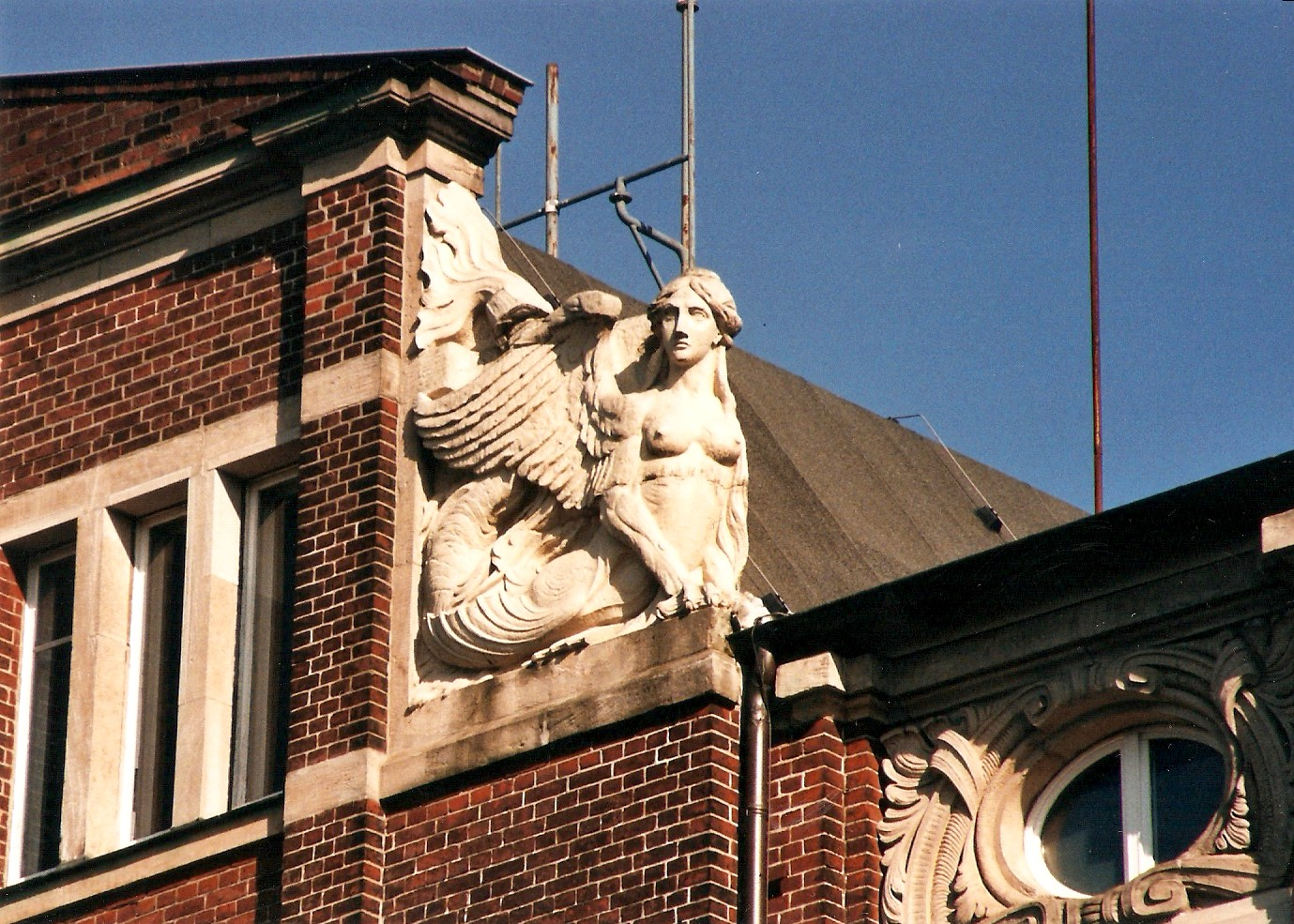
Skulptur am Giebel
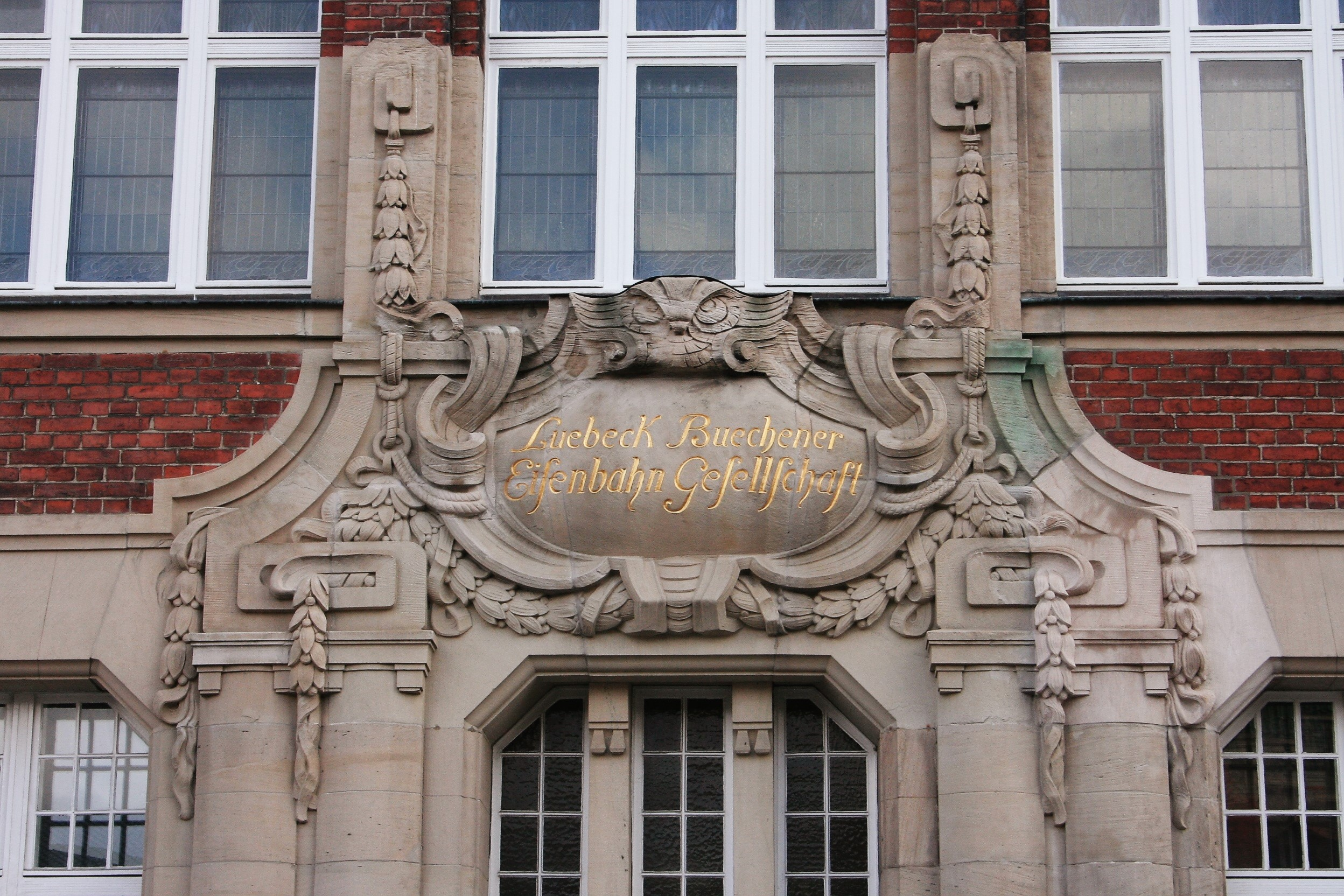
Inschriften-Kartusche über dem Portal
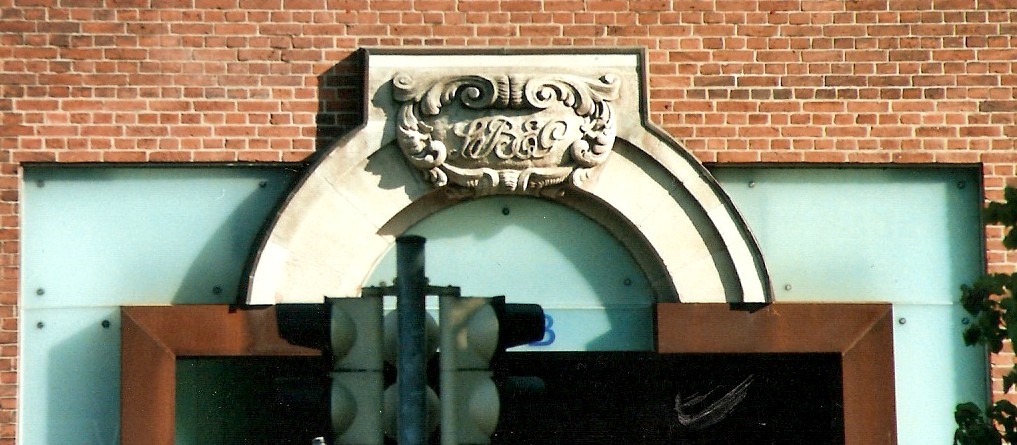
2007 verbreiterter Durchgang zum ZOB

### Neue Hauptbahnhöfe

Hamburger Hauptbahnhof

In der Umgebung des Lübecker Bahnhofs in Hamburg gab es Anfang des 20. Jahrhunderts drei weitere Fernbahnhöfe (Berliner Bahnhof, Hannoverscher Bahnhof, Bahnhof Klosterthor), von denen keiner eine direkte Verbindung zur Strecke der LBE besaß. Ab dem 6. Dezember 1906 wurden sie durch den neuen Hamburger Hauptbahnhof ersetzt, zu dem auch die LBE ihre Strecke verlängerte und ihren bisherigen Bahnhof aufgab. Östlich davon richtete sie einen neuen Haltepunkt am Berliner Tor ein.

Neuer Lübecker Hauptbahnhof

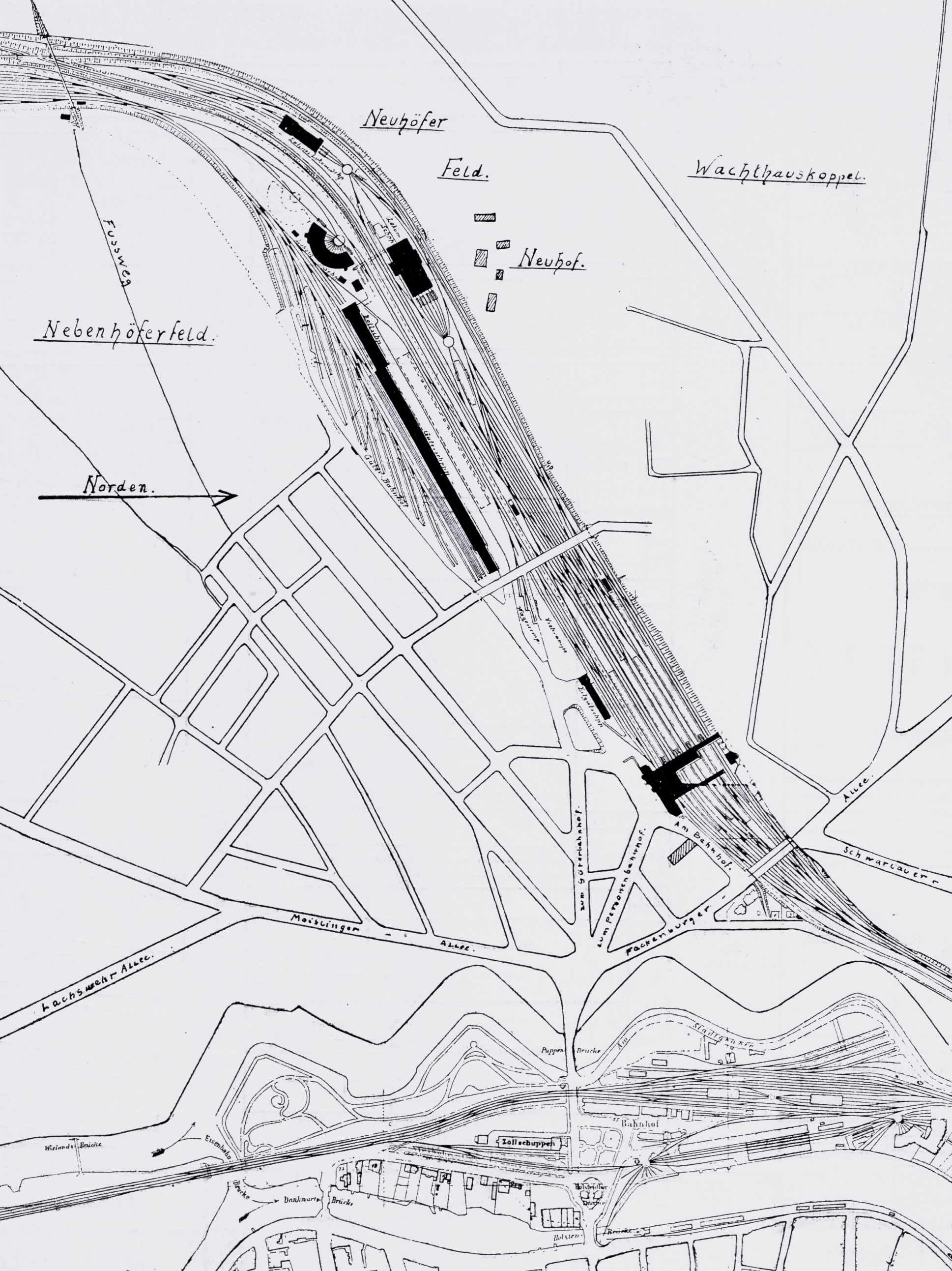
Lageplan der Neubau-Anlagen der LBE in Lübeck um 1908

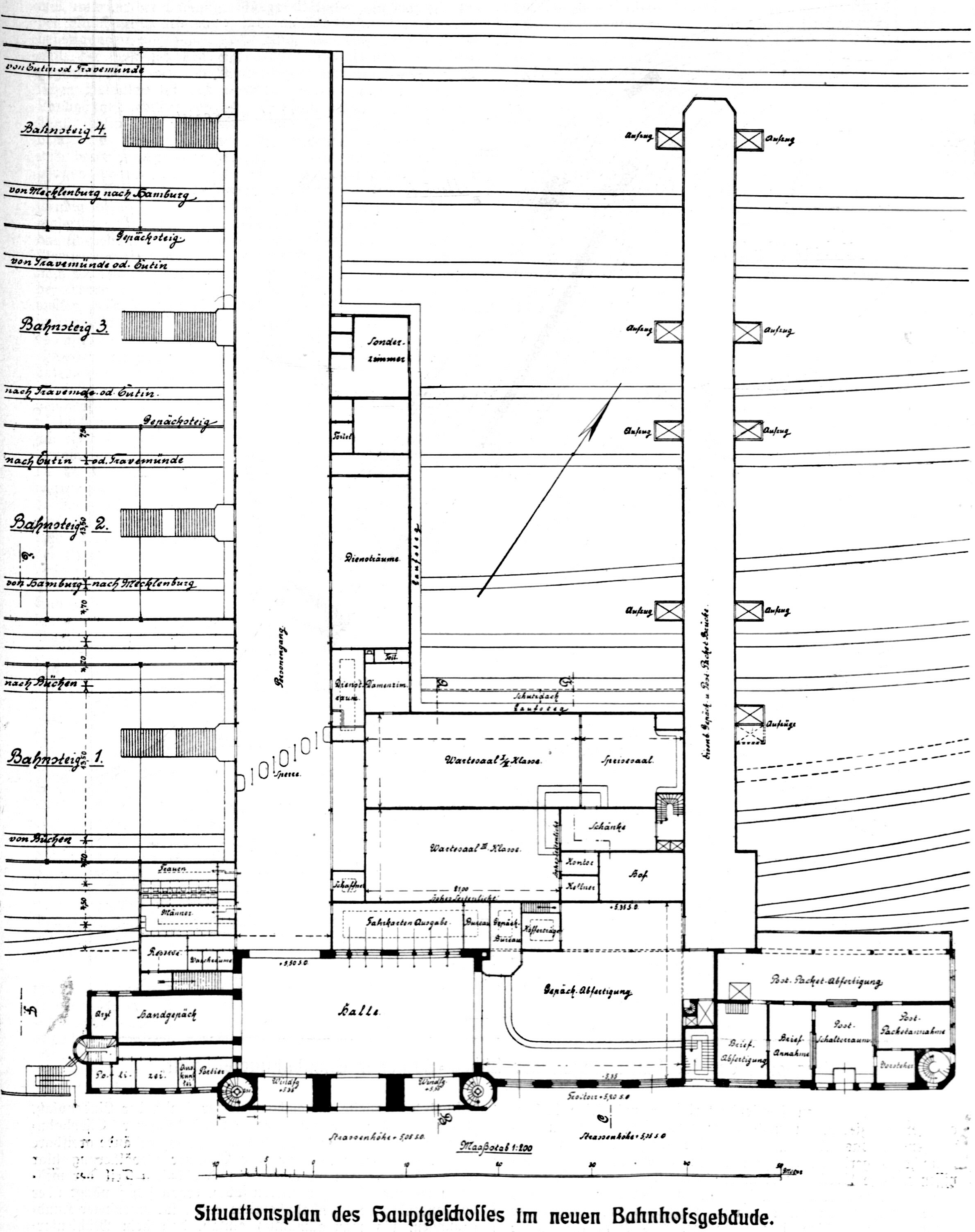
Situationsplan des Lübecker Hauptbahnhofs

In Lübeck wurden zwischenzeitlich die Bahnanlagen nach Westen verschwenkt und der Bahnhof in den Bereich der Retteich-Wiesen an seinen heutigen Standort verlegt. Am 1. Mai 1908 lief der erste Zug in den neuen Lübecker Hauptbahnhof ein, der bis zur Verstaatlichung der LBE der größte deutsche Privatbahnhof blieb. Die Gleisanlagen im nördlichen Vorfeld des alten Bahnhofs waren bis in die 1980er Jahre noch auf der Wallhalbinsel vorhanden; heute befinden sich dort die Musik- und Kongresshalle und verschiedene Hotels. Der südliche Teil der alten Trasse ist durch den Verlauf der Possehlstraße, der Berliner Straße und der Berliner Allee noch erkennbar. Am Bahnhofsvorplatz errichtete die LBE ihr repräsentatives Verwaltungsgebäude.
Die alten Bahnhofsanlagen auf der Wallhalbinsel wurden nicht gleich abgerissen. Das alte Hauptverwaltungsgebäude diente weiterhin der Bahnverwaltung, zusätzliche Büros wurden in den bisherigen Wartesälen eingerichtet. Räumlichkeiten des Güterbahnhofs wurden nach deren Übereignung an die Finanzdeputation von einer der St.-Lorenz-Schulen in Beschlag genommen und als Klassenräume verwendet. Der alte Güterschuppen am Holstentor wurde ab 1920 als Fischmarkt genutzt. Nach dem Umzug der LBE-Hauptverwaltung in das neue Gebäude gegenüber dem Bahnhof wurden die alten Bahnanlagen sukzessive abgebrochen. Ein Teil der alten Gleisanlagen ging an das Gleismuseum in Osnabrück. Zuletzt fiel 1934 das alte Empfangsgebäude, das bis dahin noch von der Hafenbahn genutzt worden war.

### Hamburg-Lübeck-Schnellverkehr
Auf Anregung der Gesellschaft zur Förderung gemeinsamer Interessen Hamburgs und Lübecks e. V. (kurz: Gesellschaft Hamburg-Lübeck) entwickelte die LBE 1928 das Konzept einer neuen Schnellzugverbindung zwischen Hamburg und Lübeck. Diese Züge sollten ursprünglich nur in den Wintermonaten fahren, ohne Zwischenhalt zwischen den beiden Hansestädten verkehren und eine Fahrzeit von lediglich 51 Minuten haben. Geplant waren drei Verbindungen täglich in beide Richtungen.
Die Kosten pro Zugpaar kalkulierte die LBE mit monatlich 7.904 Reichsmark, die Gesamtkosten für drei Zugpaare somit auf rund 23.700 Reichsmark. Angesichts ihrer angespannten Finanzlage erschien der Gesellschaft das finanzielle Risiko einer solchen Zugverbindung zu hoch, weshalb sie diese nicht ohne eine staatliche Bürgschaft einrichten wollte. Daher wandte sich die Gesellschaft Hamburg-Lübeck zur Jahreswende 1928/1929 an den Hamburger Senat mit der Bitte, der LBE die Einrichtung dieser Schnellzüge durch eine Ausfallgarantie in Höhe von 23.700 Reichsmark zu ermöglichen. Der Senat unterstützte diesen Antrag und überwies ihn am 8. Februar 1929 zur Beschlussfassung an die Bürgerschaft. Auch hier fand der Antrag eine Mehrheit, sodass er in der Sitzung vom 13. März 1929 angenommen wurde. Zwischenzeitlich hatte auch der Lübecker Senat einem entsprechenden Antrag zugestimmt. Schließlich einigten sich Hamburg und Lübeck auf eine gemeinsame Bürgschaft, von der Lübeck 1/5 (4.740 Mark) und Hamburg 4/5 (18.960 Mark) trugen.
Damit war der Weg frei für den Hamburg-Lübeck-Schnellverkehr („H-L-Schnellverkehr“), der am 1. April 1929 mit Inkrafttreten des Sommerfahrplans aufgenommen wurde. 1570 Fahrgäste nutzten in der ersten Woche das neue Angebot. Bis zum Sommer stiegen die Fahrgastzahlen steil an und verdreifachten sich annähernd.
Doch trotz seiner großen Beliebtheit und der daraus resultierenden hohen Auslastung verkehrte der H-L-Schnellverkehr nicht kostendeckend. Auch die Aufhebung der 4. Wagenklasse zum Winterfahrplan 1928, mit der die LBE einer entsprechenden Entscheidung der Deutschen Reichsbahn folgte, konnte an der schlechten Ertragslage wenig ändern.
Daher beschloss der Vorstand der LBE 1932, den Einsatz von Triebwagen zu erproben. Als Prototyp wurde hierfür gemeinsam mit dem Unternehmen Henschel ein neuartiger Doble-Dampftriebwagen unter der Betriebsnummer DT 2000 entwickelt. Das Fahrzeug bot gegenüber dem Lokomotivbetrieb zahlreiche Vorteile: So war es leichter und damit energiesparender, schneller betriebsbereit zu machen (Aufheizzeit: fünf Minuten), konnte im Einmannbetrieb gefahren werden und ließ sich dank einer neuartigen elektrischen Fernsteuerung bei Rückwärtsfahrt vom optional kuppelbaren Steuerwagen aus bedienen, wodurch gegenüber dem Lokomotivbetrieb zeitraubende Wendemanöver an den Endbahnhöfen entfielen.
Bei ersten Erprobungsfahrten erreichte der Triebzug eine Geschwindigkeit von 115 km/h. Für die Strecke Hamburg–Lübeck benötigte er zwischen 44 und 49 Minuten, war damit fünf bis zehn Minuten schneller als die bisher hier eingesetzten Schnellzüge. Am 15. Mai 1934 wurde das neue Fahrzeug in den Planbetrieb aufgenommen und verkehrte dreimal täglich zwischen den Hansestädten. Seine Beliebtheit war schon bald so groß, dass die Gesellschaft den Triebwagenverkehr an Sonntagen und während der Hauptreisezeit durch lokomotivbespannte Züge ergänzen musste.

### Das Modernisierungsprogramm von 1933
Die Hochinflation und später die Wirtschaftskrise hatten die LBE schwer getroffen und die Rücklagen des bis dahin gesunden Unternehmens weitgehend aufgezehrt. Die LBE reagierte hierauf mit einem Modernisierungsprogramm, das die Gesellschaft rentabler machen sollte. Im Einzelnen umfasste dieses Programm die Ertüchtigung der Hauptbahngleise für 20 Tonnen Achslast (statt bisher 16 bis 18 Tonnen), die Beschleunigung des gesamten Bahnverkehrs, namentlich der Reisezüge zwischen Hamburg und Lübeck und der Güterzüge, bei gleichzeitiger Verdichtung des Fahrplans. Hierfür waren umfangreiche Umbaumaßnahmen im gesamten Netz der Gesellschaft nötig, darunter die Erneuerung des Oberbaus zwischen Hamburg und Lübeck, die Einführung dreibegriffiger Vorsignale im 1000-Meter-Abstand zu Hauptsignalen und die Einrichtung des elektrischen Streckenblocks. Außerdem sollte neues Fahrzeugmaterial beschafft werden, das gleichermaßen im Hamburger Vorortverkehr und im Schnellverkehr Hamburg–Lübeck eingesetzt werden konnte.
Da der Dampftriebzug mit seinen 137 Plätzen dem wachsenden Verkehrsaufkommen zwischen Hamburg und Lübeck schon bald nicht mehr gewachsen war, entwickelte LBE-Baurat Paul Mauck im Rahmen des Modernisierungsprogramms zusammen mit Georg Heise vom Unternehmen Henschel & Sohn einen neuartigen klimatisierten Doppelstockwagen, der im Verbund mit einer fernsteuerbaren Lokomotive eingesetzt werden sollte. Dieses Konzept vereinte die Vorteile des Lokomotivverkehrs (hohe Zugkraft und damit große Sitzplatzzahl) mit denen des Triebwagenverkehrs (geringes Fahrzeuggewicht pro Fahrgast, kein Wenden oder Umsetzen an Endstationen notwendig).
Zu den Doppelstockwagen wurden bei Henschel neuentwickelte Stromlinienlokomotiven in Auftrag gegeben. Die im Volksmund wegen ihrer grauen Stromlinien-Verkleidung auch „Micky-Mäuse“ genannten Zweikuppler waren für Geschwindigkeiten von bis zu 120 km/h ausgelegt und konnten damit die Fahrzeit zwischen Hamburg und Travemünde auf werbewirksame 60 Minuten verkürzen. Eine technische Besonderheit war die hier weltweit erstmals eingebaute Wendezugsteuerung für Dampfloks, mit der zeitraubende Wendemanöver an den Endbahnhöfen Hamburg und Travemünde gespart werden konnten. Zu diesem Zweck ließen sich die Lokomotiven von einem Führerstand in einem Doppelstockwagen bedienen.
Mit Beginn des Sommerfahrplans 1936 nahmen die neuen Züge ihren Betrieb auf und wurden sofort ein großer Erfolg. Schon bald mussten zu den zwei vorhandenen noch sechs weitere Doppelstockwagen und eine zusätzliche „Micky-Maus“ in Auftrag gegeben werden. Außerdem rüstete die LBE fünf ihrer älteren T12-Loks mit einer Stromlinien-Verkleidung aus. Der betriebliche Nutzen der windschnittigen Verkleidungen war allerdings nur gering.
Bei Kriegsausbruch beendete die Deutsche Reichsbahn, die durch die Verstaatlichung die LBE übernommen hatte, das Schnellverkehrsprogramm. Die Doppelstockzüge der LBE wurden fortan nur noch im Vorortverkehr eingesetzt und schließlich 1978 außer Dienst gestellt, die „Micky-Mäuse“ waren eine Splittergattung und aufgrund ihren speziellen Konstruktion kaum im allgemeinen Zugverkehr einsetzbar, darum verloren sie sehr schnell ihre Scharfenbergkupplungen. Die Lok 1 wurde ab 1942 als Heizlok eingesetzt und ist später verschollen, die Lok 2 war zuletzt im Bw Wustermatrk im Einsatz und wurde 1967 verschrottet, während die Lok 3 bis 1954 im Bw Stralsund eingesetzt und später ebenfalls verschrottet.

### Verstaatlichung
Die Deutsche Reichsbahn besaß seit Anfang der 1930er Jahre die Aktienmehrheit der Lübeck-Büchener Eisenbahn, und am 1. Januar 1938 wurde die LBE vollständig eingegliedert. Der lübeckische Staat hatte seine ursprüngliche Aktienmehrheit an der LBE bereits 1883 über ein Bankenkonsortium unter Führung der Berliner Handelsbank an die Börse gebracht. In der Hochinflation 1922/1923 hatte das Reichsverkehrsministerium Aktien der LBE erworben. Den Grundstock bildeten hierbei jene 200 Aktien (Nennwert 1.200 Mark), die die LBE nach halbjährigem Streit im August 1923 als Gegenleistung für einen Kredit über 50 Milliarden Papiermark an das Reichsverkehrsministerium abgetreten hatte. 1937 besaß das Deutsche Reich schließlich rund 86 Prozent der Gesellschaftsanteile. Begründet wurde die Entscheidung zur Verstaatlichung mit der Bedeutung der Reichsbahnstrecken, die durch die LBE verbunden wurden. Die Übernahme sollte der „Förderung der Verkehrseinheit“ dienen.
Die Liquidation der LBE erfolgte zum 1. Januar 1938. Die verbliebenen freien Aktionäre wurden mit zu 4,5 Prozent verzinsten Schatzanweisungen der Deutschen Reichsbahn abgefunden. Ende März war die Integration in die Deutsche Reichsbahn vollzogen, und die Überleitungsstelle der Lübeck-Büchener Eisenbahn wurde zum 1. April 1938 aufgelöst.
Zuständige Eisenbahndirektionen für das Streckennetz der bisherigen LBE wurden die Reichsbahndirektion Schwerin und für den Abschnitt Hamburg – Bad Oldesloe die Reichsbahndirektion Hamburg. Zu dieser kam nach 1945 das gesamte Streckennetz der ehemaligen LBE. Ab 1949 wurde daraus die Bundesbahndirektion Hamburg.
Die Verstaatlichung der LBE stand am Anfang mehrerer Verstaatlichungen im Zuge der Planungen für die Vogelfluglinie. Diese über die Ostseeinsel Fehmarn führende kürzeste Verbindung von Nordwestdeutschland nach Skandinavien hatten die Deutsche Reichsbahn und die Dänischen Staatsbahnen seit den 1920er Jahren geplant und mit ihrem Bau 1941 begonnen; 1963 wurde sie eröffnet.
Pläne des nationalsozialistischen Staats, die Verbindung Hamburg–Lübeck wegen ihrer möglichen kriegsstrategischen Bedeutung in die Deutsche Reichsbahn einzugliedern, können als unwahrscheinlich angesehen werden. So war das weiter nördlich gelegene Kiel als Reichskriegshafen und Endpunkt des Nord-Ostsee-Kanals mit seinen Verbindungen nach Hamburg und Berlin militärisch von viel größerer Bedeutung als Lübeck, und in den Plänen von 1941 für eine Drei-Meter-Breitspurbahn, durch die Deutschland mit dem Osten verbunden werden sollte, tauchte Lübeck nicht auf.

### Denkmal

Denkmal auf dem Ehrenfriedhof für seine gefallenen Eisenbahner

Auf einer Einweihungsfeier am 6. März 1921 enthüllte Hauptpastor Wilhelm Mildenstein von der 1914 gegründeten Luthergemeinde den Gedenkstein für die im Ersten Weltkrieg gefallenen Beamten und Arbeiter der Lübeck-Büchener Eisenbahngesellschaft auf dem lübeckischen Ehrenfriedhof. Es handelt sich dabei um Granitstein in Form eines Obelisken mit wuchtiger Unterbrechung durch ein weit auskragendes Gesims. Für den Entwurf des Denkmals zeichnete der Lübecker Architekt Wilhelm Schürer verantwortlich. Auf der Vorderseite steht unter dem geflügeltem Rad, dem Symbol der Eisenbahn, die Widmung an die Gefallenen:
„Dem Andenken / der im Kampfe / für das Vaterland / gefallenen / Beamten und / Arbeiter der / Lübeck-Büchener / Eisenbahn“
Auf den übrigen drei Seiten stehen deren nach Jahren geordnete 118 Namen.
Auf Veranlassung des Angestelltenausschusses der Lübeck-Büchener Eisenbahngesellschaft fertigten die Lübeckischen Architekten Schürer & Siebert den Entwurf an. Ausgeführt wurde er durch das Lübeckische Granit- und Marmorwerk Ludwig Bruhn vorm. Plettner & Bruhn.
Nach dem Zweiten Weltkrieg wurde die Inschrift um den Zusatz
„und / Bundesbahn / in den beiden / Weltkriegen“
erweitert. Heute sind die Inschriften verwittert und nahezu unlesbar.

## Strecken

### Lübeck–Büchen
Eingleisige Strecke, Länge 49,3 Kilometer. Heute zwischen Ratzeburg und Büchen vom RE83 innerhalb des Hamburger Verkehrsverbundes (HVV) befahren.
- Lübeck Hbf
- Lübeck-Blankensee (Hp, aufgelassen / Neueröffnung als Lübeck Flughafen Ende Mai 2008)
- Sarau (Pogeez, Hp, aufgelassen)
- Ratzeburg
- Mölln
- Güster (Hp, aufgelassen)
- Roseburg (Hp, aufgelassen)
- Nüssau (Hp, aufgelassen)
- Büchen

### Hamburg–Lübeck
Zweigleisige Bahnstrecke Lübeck–Hamburg, Länge 63,1 Kilometer. Heute zwischen Hamburg Hbf und Reinfeld (Holst) von den Linien RE8, RE80 und RB81 innerhalb des HVV befahren.
- Hamburg Hbf
- Hamburg Lübecker Bahnhof (1908 aufgelassen)
- Hasselbrook (Hp)
- Wandsbek (seit dem Inkrafttreten des Groß-Hamburg-Gesetzes und der damit verbundenen Eingemeindung 1937 Hamburg-Wandsbek)
- Tonndorf (bis 2005 Wandsbek-Ost) (Hp)
- Rahlstedt (analog zu Wandsbek seit 1937 Hamburg-Rahlstedt)
- Ahrensburg
- Ahrensburg-Gartenholz (seit 2011)
- Bargteheide
- Kupfermühle (Hp)
- Bad Oldesloe
- Reinfeld/Holstein
- Lübeck-Niendorf (Hp, aufgelassen)
- Lübeck Hbf

### Lübeck–Travemünde
Eingleisige Bahnstrecke Lübeck–Lübeck-Travemünde Strand, Länge 20,6 Kilometer, wird jetzt von der Linie RB86 befahren
- Lübeck Hbf
- Schwartau-Waldhalle (Hp, aufgelassen)
- Lübeck-Dänischburg (Hp, aufgelassen / Neueröffnung als Lübeck-Dänischburg/IKEA Ende 2014 an anderer Stelle)
- Lübeck-Kücknitz (Hp, aufgelassen; 2002 Neueröffnung an anderer Stelle)
- Lübeck-Pöppendorf (Hp, aufgelassen)
- Lübeck-Travemünde-Skandinavienkai, (Hp, seit etwa 1980 – im Jahr 2005 versetzt)
- Lübeck-Travemünde Hafen
- Lübeck-Travemünde Strand

### Travemünde–Niendorf
Eingleisige Bahnstrecke Lübeck-Travemünde Hafen–Niendorf (Ostsee), Länge 4,8 Kilometer, im Jahr 1974 stillgelegt und abgebaut
- Lübeck-Travemünde Hafen
- Lübeck-Travemünde Nord (Hp)
- Lübeck-Brodten (Hp)
- Niendorf (Ostsee)

## Fahrzeuge

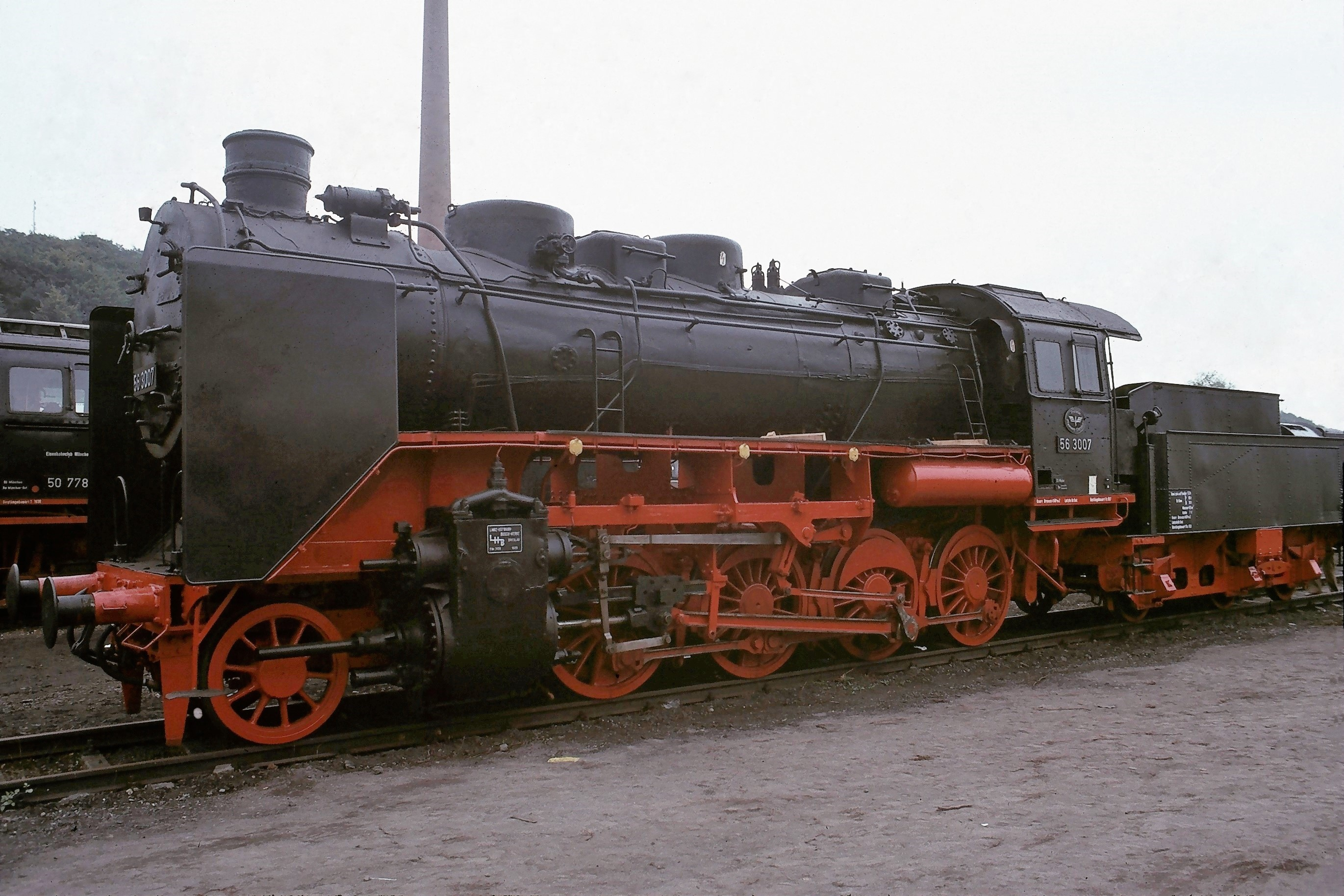
56 3007, die ehemalige Nr. 97 der LBE (Gattung G 8.2)

Bei Betriebsaufnahme 1852 verfügte die Lübeck-Büchener Eisenbahn über sechs Dampflokomotiven, 15 Reisezug- und 85 Güterwagen. 1870, nach Beschaffung der Erstausstattung für die Hamburger Bahn, waren es schon 21 Lokomotiven, 60 Reisezug- und 293 Güterwagen. Bis zum Beginn des Ersten Weltkriegs 1914 war der Fahrzeugbestand auf 90 Lokomotiven, 340 Reisezug- und 1338 Güterwagen angewachsen und sank in der Folgezeit bis zur Verstaatlichung 1938 wieder etwas ab.
Die Dampflokomotiven der LBE entsprachen abgesehen von den Werksbauarten der Anfangszeit grundsätzlich den Lokomotiven der preußischen Staatseisenbahnen, wiesen aber zumeist, wie beispielsweise die Baureihen LBE S 10 und LBE T 10, mehr oder weniger gravierende Abweichungen hinsichtlich verschiedener Parameter wie Kesselgröße, Achsstand oder Raddurchmesser auf. Die bemerkenswertesten Lokomotiven der LBE, die drei Schnellfahr-Tenderloks mit Stromlinienverkleidung LBE Nr. 1 bis 3, waren speziell für den ab 1936 zwischen Hamburg und Lübeck verkehrenden Doppelstock-Stromlinien-Wendezug gebaut worden. Sie konnten vom anderen Zugende aus vom Lokführer ferngesteuert werden.
Detaillierte Angaben zu den Triebfahrzeugen der LBE finden sich in der Liste der Lokomotiven und Triebwagen der LBE.

### Doppelstock-Stromlinien-Wendezug

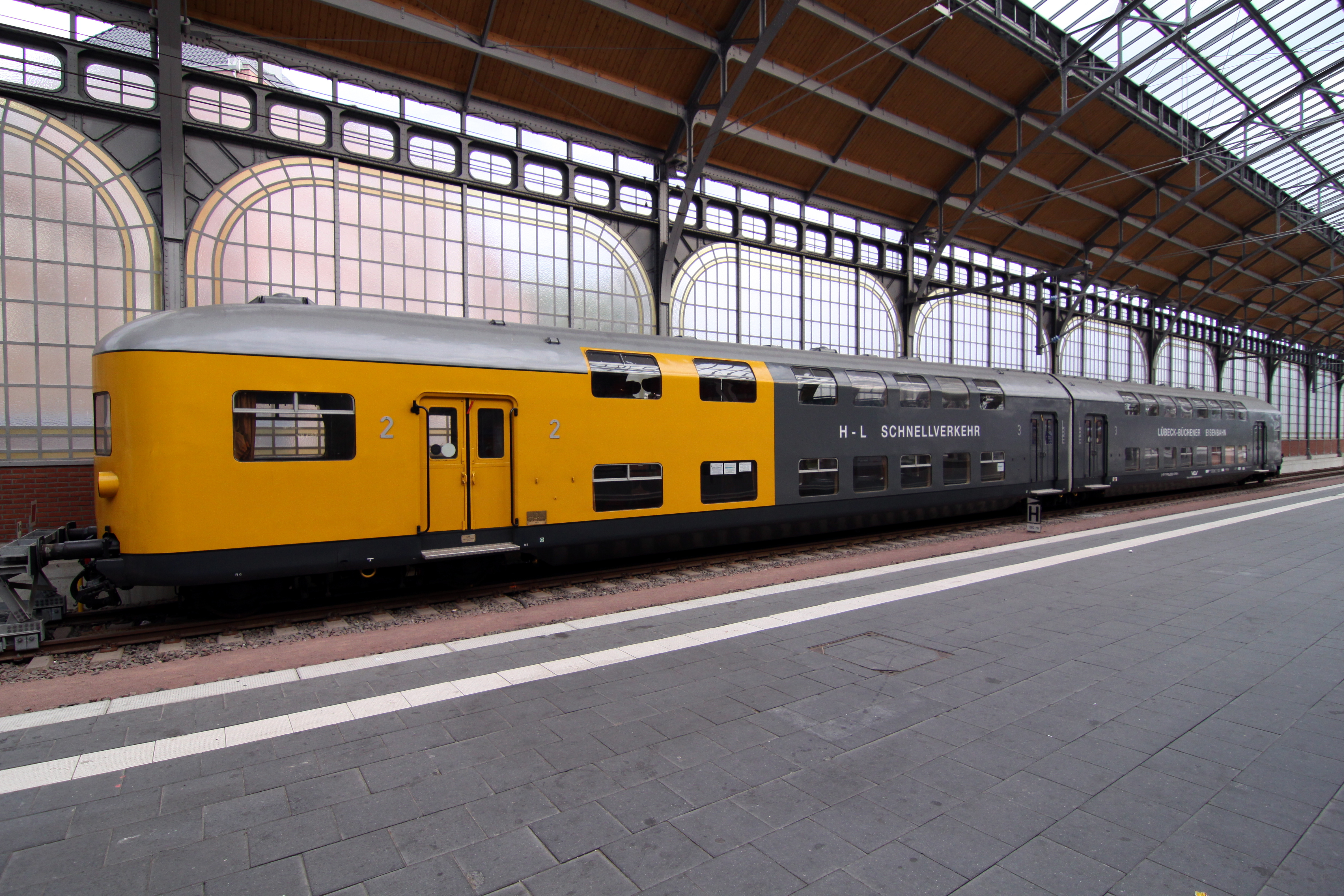
Doppelstock-Stromlinien-Wendezugwagen LBE-DW 8

Ab Mai 1936 setzte die LBE Stromlinien-Schnellzüge mit Doppelstockwagen auf der Strecke Hamburg Hauptbahnhof – Lübeck-Travemünde Strand ein, die weltweit Aufsehen erregten. Sie waren bereits damals als Wendezüge mit Steuerwagen, automatischen Scharfenberg-Kupplungen sowie als Zweier-Einheiten mit einem gemeinsamen Jakobsdrehgestell ausgestattet. Die acht Doppelstockwagen wurden von den Firmen WUMAG in Görlitz und Linke-Hofmann in Breslau geliefert. Sie wurden stets mit den speziell für den Wendezugbetrieb ausgerüsteten Lokomotiven LBE Nr. 1 bis 3 gefahren.
Die LBE-Doppelstockwagen boten einen für damalige Zeiten großen Komfort mit gepolsterten Sitzen in der 3. Klasse. Größeres Gepäck wurde beim Einsteigen von Pagen in Empfang genommen, im Gepäckabteil verstaut und beim Verlassen des Wagens wieder ausgehändigt.